# Bobby Coleman
Robert Moorhouse "Bobby" Coleman III (født 5. maj 1997) er en amerikansk barnestjerne. Han er bedst kendt sine roller som hovedpersonen Dennis i filmen Martian Child og som Jonah Miller i The Last Song.

## Liv og karriere
Coleman blev født i Los Angeles, California, som søn af Doris Berg og Robert Moorhouse Coleman, Jr. Han er lillebror til skuespillerinden Holliston Coleman og bor med sin familie i Los Angeles-området.
Coleman begyndte sin skuespillerkarriere i alderen af fem i reklamer, og har siden medvirket i flere film- og tv-produktioner. Coleman har haft korte optrædener i forskellige tv-serier, såsom Medium og JAG, før han begyndte at få filmroller. Han medvirkede i spillefilmen Must Love Dogs og Friends with Money, og havde en tilbagevendende rolle i tv-serien  Surface, før han fik hovedrollen i filmen The Good Mother og i filmen Take. Han spillede også titelhovedrollen i filmen Martian Child, hans anden rolle overfor John Cusack og skal medvirke, sammen med sin søster, i Proving Ground: From the Adventures of Captain Redlocks, hvor han skal spille lillebror til sin, virkelige, storesøster. Søskendeparret skal begge medvirke i science-fiction-eventyrfilmen Robosapien: Rebooted. Coleman medvirkede også i filmen The Last Song fra 2010, som Jonah Miller, lillebroren til Miley Cyrus' karakter.

## Filmografi
| År   | Titel                                                   | Rolle                      | Noter                                                            |
| ---- | ------------------------------------------------------- | -------------------------- | ---------------------------------------------------------------- |
| 2003 | Dragnet                                                 | O'Malley's Son             | "Daddy's Girl"                                                   |
| 2005 | Medium                                                  | 7 Year-Old Boy             | "A Priest, a Doctor and a Medium Walk Into an Execution Chamber" |
| 2005 | JAG                                                     | Donovan Pardee             | "Two Towns"                                                      |
| 2005 | Must Love Dogs                                          | Austin Conner              |                                                                  |
| 2005 | Surface                                                 | Jesse Daughtery            | syv afsnit                                                       |
| 2006 | Friends with Money                                      | Marcus                     |                                                                  |
| 2006 | Glass House: The Good Mother                            | Ethan Snow                 |                                                                  |
| 2007 | Take                                                    | Jesse Nichols              |                                                                  |
| 2007 | Martian Child                                           | Dennis / The Martian Child |                                                                  |
| 2008 | Family Man                                              | Mack Becker                | Tv-serie (pilotafsnit)                                           |
| 2008 | In Plain Sight                                          | Lonny McRoy / Leo Billups  | "Hoosier Daddy"                                                  |
| 2008 | Proving Ground: From the Adventures of Captain Redlocks | Noah Stephenson            |                                                                  |
| 2009 | Knight Rider                                            | Danny Clark                | "Fly by Knight"                                                  |
| 2009 | Post Grad                                               | Hunter Malby               |                                                                  |
| 2010 | Robosapien: Rebooted                                    | Henry                      |                                                                  |
| 2010 | Snowmen                                                 | Billy Kirkfield            |                                                                  |
| 2010 | The Last Song                                           | Jonah Miller               |                                                                  |
| 2010 | Private Practice                                        | Oliver                     | "Second Choices"                                                 |
| 2011 | R.L. Stine's The Haunting Hour                          | Jeffrey                    | "The Walls"                                                      |

## Awards
2008 Young Artist Award
Best Performance in a Feature Film – Young Actor Age Ten or Younger for Martian Child — Nomineret